# Mizan (distrikt)
Mizan är ett distrikt i Afghanistan. Det ligger i provinsen Zabol, i den centrala delen av landet, 400 kilometer sydväst om huvudstaden Kabul.
Distriktet beräknades år 2022 ha cirka 22 000 invånare.